# Muzoniusz Rufus
Muzoniusz Rufus – rzymski filozof stoicki urodzony około 30 roku n.e. Pozostawał pod wpływem filozofii cynickiej. Był mocno skupiony na praktyce, ograniczał teoretyczne rozważania. Uważał, że filozofia jest naprawdę użyteczna jedynie w takiej mierze, w jakiej potrafi przejawić się w praktyce.

## Filozofia
Twierdził, że urzeczywistnia się filozofię przez ćwiczenie (askesis).
Należy nie tylko przyjąć teorię, ale ćwiczyć się w praktyce, bo tak jedynie można osiągnąć, zdobyć cnotę. Ćwiczenie polega na pokazaniu co jest dobre, a co jest prawdziwym złem oraz na umiejętności podążania za dobrem a unikania zła.
Gloryfikował trud jako wielką wartość moralną, twierdząc, że kto nie chce się trudzić, by zdobyć cnotę, nie jest jej godny.
Uważał, że odpowiednim dla filozofa sposobem na zdobywanie środków do życia jest rolnictwo, co pozwala praktykować trud poprzez ciągłe ćwiczenie. Wychwalał instytucję małżeńską. Głosił ideę przebaczenia i naśladowania boga.